# Даніела Заюшкіна
Даніела Заюшкіна-Лапчикова або Даніелла Заюшкіна (нар. 3 грудня, Київ) — українська вокалістка, авторка пісень, аранжувальниця, засновниця інді-рок-гурту «Vivienne Mort» (Київ, 2007) та його солістка.

## Життєпис
Народжена 3 грудня[неавторитетне джерело] в Києві, де й виростала. З п'яти років не їсть м'яса.
Музикою займається з чотирьох років, з дитинства захоплюється творчістю Йоганна Себастьяна Баха.
У 2007 році навчалася на першому курсі диригентського факультету в училищі імені Рейнгольда Глієра, за освітою диригентка, мешкає в Києві. 
Є засновницею інді-рок-гурту «Vivienne Mort» (Київ, 2007) та його солісткою.
Любить творчість Little Simz, Anderson Paak, Nicolas Jaar, Bilal. Після повномасштабного вторгнення Росії на територію України дає концерти для військовослужбовців.